# WTA Cleveland
Il WTA Cleveland è stato un torneo femminile di tennis che si disputava a Cleveland negli USA.

## Albo d'oro

### Singolare
| Anno | Campionessa | Finalista   | Punteggio |
| ---- | ----------- | ----------- | --------- |
| 1973 | Chris Evert | Linda Tuero | 6-0, 6-0  |

### Doppio
| Anno | Campionesse             | Finalista                    | Punteggio     |
| ---- | ----------------------- | ---------------------------- | ------------- |
| 1973 | Pat Walkden Ilana Kloss | Janice Metcalf Laurie Tenney | 1-6, 7-6, 6-1 |